# アルケタス1世 (マケドニア王)
アルケタス1世（希：Ἀλκέτας Αʹ、ラテン文字転記：Alketas IもしくはAlcetas I、在位：紀元前576年 - 紀元前547年）はアルゲアス朝のマケドニア王である。
アルケタス1世は先代の王アエロポス1世の子で、次代の王アミュンタス1世の父である。アルケタスの治世についてはほとんど記録が残っていない。

## 註
1. ↑  ヘロドトス, VIII. 139